# Championnats d'Europe de karaté 2018
Navigation
Édition précédente Édition suivante
Les championnats d'Europe de karaté 2018, cinquante-troisième édition des championnats d'Europe de karaté, ont lieu du 10 au 13 mai 2018 à Novi Sad, en Serbie.

## Médaillés

### Hommes
| Épreuve           | Or | Argent | Bronze |
| ----------------- | --- | --- | --- |
| Kata              | Damián Quintero (ESP)                                                                                  | Ali Sofuoğlu (TUR) | Roman Heydarov (AZE) |
| Kata              | Damián Quintero (ESP)                                                                                  | Ali Sofuoğlu (TUR) | Mattia Busato (ITA) |
| Kata par équipe   | Espagne Francisco Jose Salazar Jover José Manuel Carbonell López Sergio Galán López                    | Russie Maksim Ksenofontov Mehman Rzaev Emil Skovorodnikov | Italie Gianluca Gallo Alessandro Iodice Giuseppe Panagia                                                                     |
| Kata par équipe   | Espagne Francisco Jose Salazar Jover José Manuel Carbonell López Sergio Galán López                    | Russie Maksim Ksenofontov Mehman Rzaev Emil Skovorodnikov | Turquie Duran Kutluhan Emre Vefa Göktaş Ali Sofuoğlu                                                                         |
| Kumite −60 kg     | Emil Pavlov (MKD)                                                                                      | Angelo Crescenzo (ITA) | Evgeny Plakhutin (RUS) |
| Kumite −60 kg     | Emil Pavlov (MKD)                                                                                      | Angelo Crescenzo (ITA) | Kalvis Kalnins (LAT) |
| Kumite −67 kg     | Burak Uygur (TUR)                                                                                      | Stefan Joksic (SRB) | Stefan Pokorny (AUT) |
| Kumite −67 kg     | Burak Uygur (TUR)                                                                                      | Stefan Joksic (SRB) | Yves Martial Tadissi (HUN)                                                                                                   |
| Kumite −75 kg     | Rafael Ağayev (AZE)                                                                                    | Gábor Hárspataki (HUN) | Stanislav Horuna (UKR) |
| Kumite −75 kg     | Rafael Ağayev (AZE)                                                                                    | Gábor Hárspataki (HUN) | Luigi Busà (ITA) |
| Kumite −84 kg     | Michele Martina (ITA)                                                                                  | Ivan Kvesić (CRO) | Hélio Hernandez (POR) |
| Kumite −84 kg     | Michele Martina (ITA)                                                                                  | Ivan Kvesić (CRO) | Uğur Aktaş (TUR) |
| Kumite +84 kg     | Ivan Klepic (BIH)                                                                                      | Shahin Atamov (AZE) | Tyron-Darnell Lardy (NED) |
| Kumite +84 kg     | Ivan Klepic (BIH)                                                                                      | Shahin Atamov (AZE) | Gogita Arkania (GEO) |
| Kumite par équipe | Turquie Ridvan Kaptan Erman Eltemur Uğur Aktaş Burak Uygur Alpaslan Yamanoğlu Ömer Kemaloğlu Samed Gök | Espagne Pablo Arenas Zapata Samy Ennkhaili Anqoud Rodrigo Ibáñez Sáenz-Torre Raúl Cuerva Mora Babacar Seck Sakho Jagoba Vizuete Fernández Alejandro Molina Arencón | Ukraine Ryzvan Talibov Kostiantyn Tsymbal Stanislav Horuna Andriy Toroshanko Ihor Uhnich Valerii Chobotar Oleksandr Grevtsov |
| Kumite par équipe | Turquie Ridvan Kaptan Erman Eltemur Uğur Aktaş Burak Uygur Alpaslan Yamanoğlu Ömer Kemaloğlu Samed Gök | Espagne Pablo Arenas Zapata Samy Ennkhaili Anqoud Rodrigo Ibáñez Sáenz-Torre Raúl Cuerva Mora Babacar Seck Sakho Jagoba Vizuete Fernández Alejandro Molina Arencón | Serbie Dejan Cvrkota Nteros Anastasios Slobodan Bitević Nikola Jovanovic Stefan Joksic Uroš Mijalković Vladimir Brežančić    |

### Femmes
| Épreuve           | Or                                                                    | Argent                                                              | Bronze                                                                   |
| ----------------- | --------------------------------------------------------------------- | ------------------------------------------------------------------- | ------------------------------------------------------------------------ |
| Kata              | Sandra Sánchez Jaime (ESP)                                            | Viviana Bottaro (ITA)                                               | Dilara Eltemur (TUR)                                                     |
| Kata              | Sandra Sánchez Jaime (ESP)                                            | Viviana Bottaro (ITA)                                               | Dorota Balciarová (SVK)                                                  |
| Kata par équipe   | Italie Sara Battaglia Michela Pezzetti Terryana D'Onofrio             | Espagne Marta García Lozano Lidia Rodríguez Encabo Raquel Roy Rubio | France Marie Bui Lila Bui Jessica Hugues                                 |
| Kata par équipe   | Italie Sara Battaglia Michela Pezzetti Terryana D'Onofrio             | Espagne Marta García Lozano Lidia Rodríguez Encabo Raquel Roy Rubio | Turquie Dilara Eltemur Rabia Küsmüş Gizem Sofuoğlu                       |
| Kumite −50 kg     | Serap Özçelik Arapoğlu (TUR)                                          | Bettina Plank (AUT)                                                 | Nurana Aliyeva (AZE)                                                     |
| Kumite −50 kg     | Serap Özçelik Arapoğlu (TUR)                                          | Bettina Plank (AUT)                                                 | Alexandra Recchia (FRA)                                                  |
| Kumite −55 kg     | Anzhelika Terliuga (UKR)                                              | Alessandra Hasani (CRO)                                             | Sara Cardin (ITA)                                                        |
| Kumite −55 kg     | Anzhelika Terliuga (UKR)                                              | Alessandra Hasani (CRO)                                             | Tuba Yakan (TUR)                                                         |
| Kumite −61 kg     | Lucie Ignace (FRA)                                                    | Anita Serogina (UKR)                                                | Merve Çoban (TUR)                                                        |
| Kumite −61 kg     | Lucie Ignace (FRA)                                                    | Anita Serogina (UKR)                                                | Tjaša Ristić (SVN)                                                       |
| Kumite −68 kg     | Elena Quirici (SUI)                                                   | Irina Zaretska (AZE)                                                | Silvia Semeraro (ITA)                                                    |
| Kumite −68 kg     | Elena Quirici (SUI)                                                   | Irina Zaretska (AZE)                                                | Ivona Cavar (BIH)                                                        |
| Kumite +68 kg     | Anne-Laure Florentin (FRA)                                            | Eleni Chatziliadou (GRE)                                            | Laura Palacio Gonzalez (ESP)                                             |
| Kumite +68 kg     | Anne-Laure Florentin (FRA)                                            | Eleni Chatziliadou (GRE)                                            | Ana Marija Bujas-Čelan (CRO)                                             |
| Kumite par équipe | Suisse Noémie Kornfeld Nina Radjenovic Ramona Brüderlin Elena Quirici | Italie Clio Ferracuti Laura Pasqua Sara Cardin Silvia Semeraro      | France Léa Avazeri Gwendoline Philippe Nancy Garcia Sophia Bouderbane    |
| Kumite par équipe | Suisse Noémie Kornfeld Nina Radjenovic Ramona Brüderlin Elena Quirici | Italie Clio Ferracuti Laura Pasqua Sara Cardin Silvia Semeraro      | Croatie Alessandra Hasani Ana Marija Bujas-Čelan Ana Lenard Marina Barac |